# Irene Bedard
Irene Bedard (Anchorage, 22 luglio 1967) è un'attrice e doppiatrice statunitense, conosciuta per il suo ruolo di nativa americana in vari film.
Nata in Alaska, ha origini Inupiat, Inuit e Métis.

## Biografia
La Bedard ha frequentato L'Università delle Arti a Philadelphia, dove ha studiato teatro musicale.
Il primo ruolo di Irene Bedard è stato quello di Mary Crow Dog, nel film per la tv del 1994 Lakota Woman: Siege at Wounded Knee. Il film descrive la situazione verificatasi negli anni settanta tra la polizia e i nativi americani a Wounded Knee nel Dakota del Sud.
La Bedard ha doppiato la protagonista, Pocahontas, del film d'animazione Pocahontas e del suo sequel Pocahontas II - Viaggio nel nuovo mondo, venendo utilizzata anche come modello per le fattezze del cartone animato.
Nel 2005 è apparsa nel film Il Nuovo Mondo, nella parte della madre di Pocahontas. Sempre nello stesso anno ha preso parte alla miniserie televisiva statunitense Into the West.

## Filmografia

### Attrice

#### Cinema
- Squanto: A Warrior's Tale, regia di Xavier Koller (1994)
- Navajo Blues, regia di Joey Travolta (1996)
- Song of Hiawatha, regia di Jeffrey Shore (1997)
- Det store flip, regia di Niels Gråbøl (1997)
- Naturally Native, regia di Valerie Red-Horse (1998)
- Smoke Signals, regia di Chris Eyre (1998)
- 12 Bucks, regia di Wayne Isham (1998)
- Wildflowers, regia di Melissa Painter (1999)
- Pussykat, regia di Lightfield Lewis (2000)
- Your Guardian, regia di Kari Nevil (2001)
- Paris, regia di Ramin Niami (2003)
- Greasewood Flat, regia di Susan K. Brigham (2003)
- Planting Melvin, regia di Kari Nevil (2005)
- Miracle at Sage Creek, regia di James Intveld (2005)
- The New World - Il nuovo mondo, regia di Terrence Malick (2005)
- Cosmic Radio, regia di Stephen Savage (2007)
- Tortilla Heaven, regia di Judy Hecht Dumontet (2007)
- The Tree of Life, regia di Terrence Malick (2011)
- Songs My Brothers Taught Me, regia di Chloé Zhao (2015)

#### Televisione
- Lakota Woman: Siege at Wounded Knee - film TV (1994)
- Marshal – serie TV, 1 episodio (1995)
- Cavallo pazzo (Crazy Horse), regia di John Irvin - film TV (1996)
- Grand Avenue - film TV (1996)
- Profiler - Intuizioni mortali – serie TV, 1 episodio (1997)
- True Women - film TV (1997)
- Two for Texas - film TV (1998)
- Blood Money - film TV (2000)
- The Lost Child - film TV (2000)
- Oltre i limiti – serie TV, 1 episodio (2001)
- The Agency – serie TV, 1 episodio (2001)
- Edge of America - film TV (2003)
- Into the West – miniserie TV (2005)
- Una famiglia nel west - Un nuovo inizio - film TV (2005)
- Westworld - Dove tutto è concesso (Westworld) – serie TV, episodi 2x08, 2x10 (2018)
- Daily Alaskan (Alaska Daily) – serie TV, episodi 1x01-1x02-1x03 (2022)
- Avatar - La leggenda di Aang (Avatar: The Last Airbender) – serie TV, episodi 1x07, 1x08 (2024)
- American Primeval - Miniserie TV (2025)

### Doppiatrice
- Pocahontas, regia di Mike Gabriel e Eric Goldberg (1995)
- Le avventure di Jonny Quest (2 episodi, 1996)
- Adventures from the Book of Virtues (2 episodi, 1996-1997)
- Pocahontas II - Viaggio nel nuovo mondo, regia di Tom Ellery, Bradley Raymond (1998)
- Roughnecks: The Starship Troopers Chronicles (4 episodi, 1999-2001)
- Le nuove avventure di Scooby-Doo (1 episodio, 2004)
- Higglytown Heroes (1 episodio, 2005)
- Turok: Son of Stone (2008)
- The Spectacular Spider-Man (4 episodi, 2008-2009)
- Ralph spacca Internet (Ralph Breaks the Internet), regia di Phil Johnston e Rich Moore (2018)

## Premi e nomination
| Anno | Premio                                | Categoria                                                                     | Film                                |
| ---- | ------------------------------------- | ----------------------------------------------------------------------------- | ----------------------------------- |
| 1995 | Golden Globe                          | Best Performance by an Actress in a Mini-Series or Motion Picture Made for TV | Lakota Woman: Siege at Wounded Knee |
| 1995 | Western Heritage Awards               | Bronze Wrangler - Television Feature Film                                     | Lakota Woman: Siege at Wounded Knee |
| 1999 | Western Heritage Awards               | Bronze Wrangler - Television Feature Film                                     | Two for Texas                       |
| 2004 | American Indian LA Film and TV Awards | Best Lead Actress in a Feature Film                                           | Greasewood Flat                     |
| 2006 | NAMIC Vision Awards                   | Best Dramatic Performance                                                     | Into The West                       |
| 2006 | Western Heritage Awards               | Bronze Wrangler - Television Feature Film                                     | Into The West                       |

## Doppiatrici italiane
Nelle versioni in italiano nelle opere in cui ha recitato, Irene Bedard è stata doppiata da:
- Sabrina Duranti in Song of Hiawatha
- Claudia Catani in Profiler - Intuizioni mortali
- Beatrice Margiotti in FBI: Most Wanted

Da doppiatrice è sostituita da:
- Ilaria Stagni in Pocahontas, Pocahontas II - Viaggio nel nuovo mondo, Ralph spacca Internet